# Sanatorium (Bonheiden)

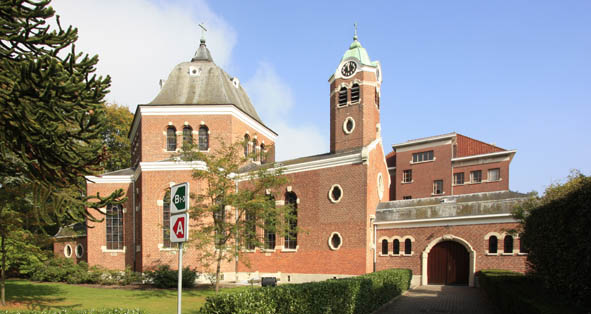
Sanatoriumkapel

Het Sanatorium is een ziekenhuis in de Antwerpse plaats Bonheiden, gelegen aan de Imeldalaan 9.

## Geschiedenis
Dit domein werd in 1914 gekocht om er een vakantiekolonie voor de Mechelse scholen te realiseren. Dit project is nooit uitgevoerd en in 1927 kwam het domein aan de Private Kring voor Teringbestrijding. Deze richtte er een sanatorium op naar ontwerp van Alfred Minner, dat in 1933 geopend werd.
Aanvankelijk omvatte het een washuis, een kapel, een boerderij, een keuken en een paviljoen. Het sanatorium werd geleid door de zusters Norbertinessen. Vanaf 1959 werd het sanatorium omgevormd tot het algemene Imeldaziekenhuis, waar anno 2022 ongeveer 1700 medewerkers, 160 artsen en 100 vrijwilligers werkzaam zijn. Dit ziekenhuis is vernoemd naar moeder Imelda, de overste van de Norbertinessen in de sanatoriumtijd.

## Kapel
De kapel werd in 1929 gebouwd naar ontwerp van Alfred Minner en was gewijd aan Sint-Norbertus. Het is een eclectisch gebouw met neoromaanse stijlelementen. Het betreft een kruiskerk met een koepel op de viering en daarnaast een achtzijdig klokkentorentje. Er is een neogotisch altaar van 1876 dat afkomstig is uit de Sint-Martinuskerk te Duffel.
De kapel is niet meer als zodanig in gebruik maar wordt als opslagruimte gebruikt.